# 弗萊徹冰隆
弗萊徹冰隆（英語：Fletcher Ice Rise）是南極洲的冰隆，位於伊利沙伯女皇地，處於龍尼-菲爾希納冰架的西南部，長160公里、寬64公里，由美國地質調查局繪入地圖，現時由南極條約體系管理。

## 外部連結
. . United States Geological Survey.   [2009-11-10].
78°20′S 81°0′W / 78.333°S 81.000°W